# AdP Records
AdP Records ist ein deutsches Independent-Label mit Sitz in Kulmbach. AdP Records veröffentlicht Musik aus den Bereichen Indie, Electro, Indietronic und Singer-Songwriter.

## Geschichte
AdP Records wurde 2008 zunächst unter dem Namen Auf die Plätze... von Chris Ehrenberg gegründet um noch unbekannten Bands eine Plattform zu bieten und diese aufzubauen und zu fördern. Seit 2010 firmiert Auf die Plätze... unter dem Namen AdP Records. Seit 2012 leitet Tess Rochholz AdP Records als Labelmanagerin.
Der Vertrieb von AdP Records wird von der ALIVE Vertrieb und Marketing in der Entertainmentbranche AG übernommen.

## Künstler

### Aktuell
- Bloodgroup
- Eau Rouge
- Ginger Redcliff / Hanna Plaß
- Florian Ostertag
- I’m Not a Band
- Kat Vinter
- Marla Blumenblatt
- Nick & June
- Panda People
- Somewhere Underwater
- The Eclectic Moniker
- Wrongkong
- Wyoming
- Yellowknife
- Yucca
- Zulu

### Ehemalig
- A Sunset Diary
- Adulescens
- Capote
- Charlotte
- Children
- Colour Thieves
- Dadajugend Polyform
- David Lemaitre
- Drownsoda
- goodbye delete
- I Heart Sharks
- IBSEN
- Kassette
- L.A. Crash!!
- Paper & Places